# Thorpe Acre and Dishley

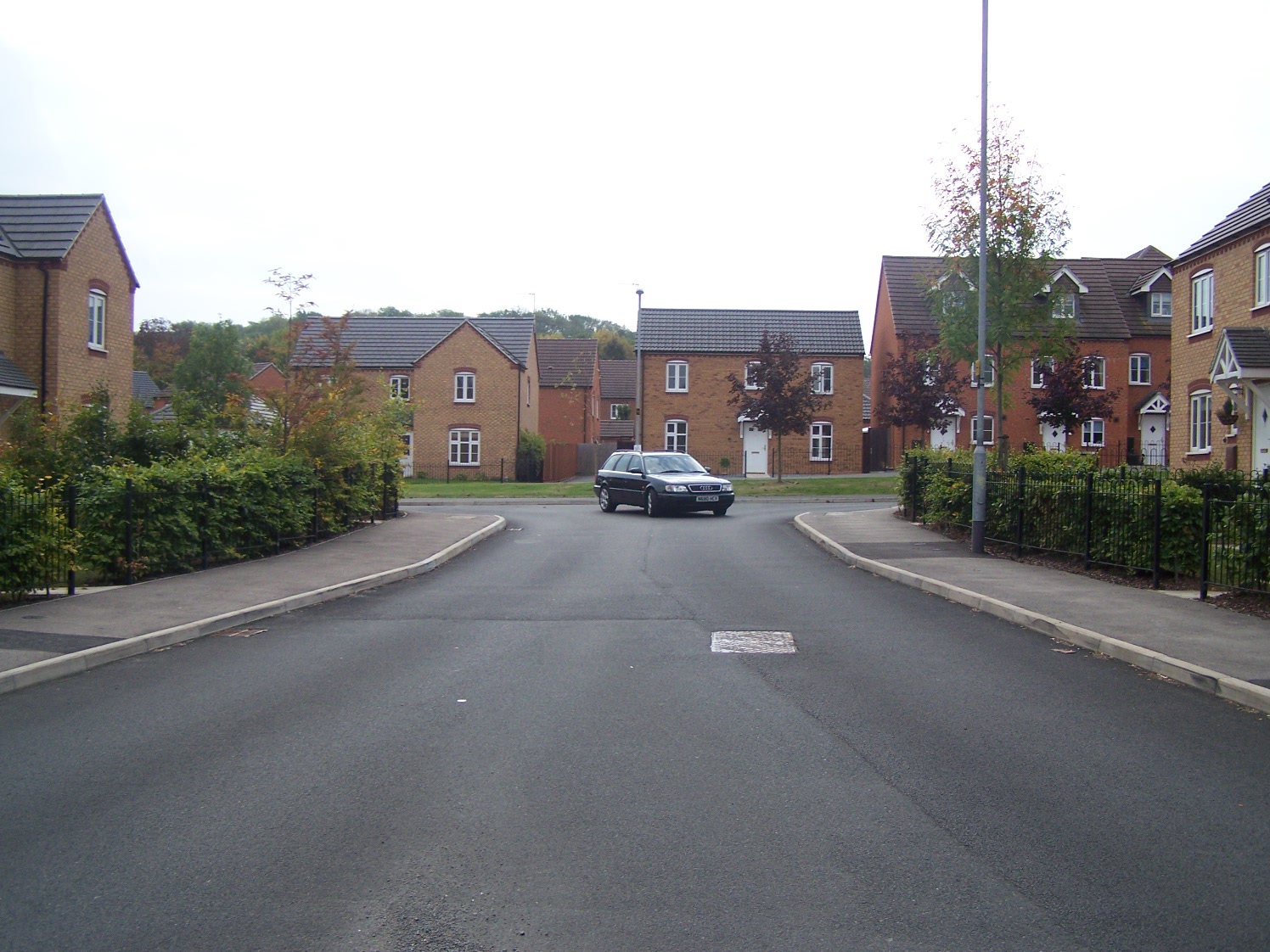
Dishley

Thorpe Acre and Dishley var en civil parish fram till 1936 när den uppgick i Loughborough i grevskapet Leicestershire i England. Civil parish var belägen 18 km från Leicester och hade 152 invånare år 1931.